# Qazqāveh
Qazqāveh (persiska: قزقاوه, Moḩammadābād, محمّدآباد) är en ort i Iran.   Den ligger i provinsen Khorasan, i den nordöstra delen av landet, 800 km öster om huvudstaden Teheran. Qazqāveh ligger 1 178 meter över havet och antalet invånare är 143.
Terrängen runt Qazqāveh är varierad.Runt Qazqāveh är det ganska glesbefolkat, med 35 invånare per kvadratkilometer. Närmaste större samhälle är Berdū, 15,4 km nordväst om Qazqāveh. Omgivningarna runt Qazqāveh är i huvudsak ett öppet busklandskap.